# Epidot
Epidot är ett vanligtvis gulgrönt hydroxidsilikatmineral innehållande kalcium, aluminium och järn med den kemiska folmeln Ca2Al2Fe3+[Si2O7][SiO4]O(OH). En alternativ benämning av mineralet är pistacit i synnerhet för en järnrik, pistaschgrön variant. Epidot bildar en serie med clinozoisit Ca2Al3[Si2O7][SiO4]O(OH)

## Egenskaper
Epidot är format som monosymmetriska kristaller eller som aggregat i pseudomorfoser efter fältspater, augit, hornblände, biotit, granater och så vidare. Kristallerna är ofta utdragna efter symmetriaxeln (= på tvärs). Genomgångsytorna är starkt glänsande och färgen pistaschgrön, grågrön eller svartgrön. Det förekommer också en röd varietet som kallas thulit. 

## Förekomst
Epidot förekommer som kristaller i gångar och sprickfyllnader i metamorferade granit-, gabbro- och diabasbergarter samt såsom omvandlingsprodukter i de så kallade grönstenarna. Järnskarn innehåller ofta epidot.
Viktiga fyndplatser för genomskinliga kristaller är Sulzbachtal i Salzburg, Minas Gerais i Brasilien, Rabun County i Nordamerika. I Sverige förekommer epidot i de flesta gruvfälten, såsom Gällivare, Långban, Persberg, Norberg etc, samt i Arendal i Norge (s.k. arendalit).

## Användning
Epidot kan slipas till smycken och mineralet kallas då pistacit. Den perfekta spaltningen efter [100] är en utmaning.